# 王鎮 (正統進士)
王鎮（1407年—？），字景安，山東兖州濟寧州人，民籍。明朝政治人物。進士出身。

## 生平
山東鄉試第十名。正統十年（1445年）乙丑科會試第一百三名，殿試登進士第二甲第二十八名。

## 家族
曾祖王以清。祖父王財興。父亲王信之。